# Mistrzostwa Panamerykańskie w Zapasach 2005
Mistrzostwa rozegrano 27 kwietnia 2005 roku w mieście Gwatemala.

## Tabela medalowa
|     | Państwo    |    |    |    | Razem: |
| --- | ---------- | -- | -- | -- | ------ |
| 1.  | Kuba       | 12 | 0  | 2  | 14     |
| 2.  | Wenezuela  | 4  | 8  | 5  | 17     |
| 3.  | Brazylia   | 2  | 1  | 9  | 12     |
| 4.  | USA        | 2  | 0  | 4  | 6      |
| 5.  | Kolumbia   | 1  | 3  | 3  | 7      |
| 6.  | Portoryko  | 0  | 3  | 0  | 3      |
| 7.  | Gwatemala  | 0  | 2  | 5  | 7      |
| 8.  | Dominikana | 0  | 2  | 4  | 6      |
| 9.  | Meksyk     | 0  | 1  | 2  | 3      |
| 10. | Salwador   | 0  | 0  | 2  | 2      |
| 11. | Nikaragua  | 0  | 0  | 1  | 1      |
| 11. | Chile      | 0  | 0  | 1  | 1      |
| 11. | Argentyna  | 0  | 0  | 1  | 1      |
|     | razem:     | 21 | 21 | 39 | 81     |

## Wyniki

### W stylu klasycznym
| Waga   | złoty               | srebrny        | brązowy            | brązowy           |
| ------ | ------------------- | -------------- | ------------------ | ----------------- |
| 55 kg  | Lázaro Rivas        | Jansel Ramírez | Julio Maldonado    | Jorge Cardozo     |
| 60 kg  | Roberto Monzón      | Luis Liendo    | Iuri Estevão       | Milton Bailey     |
| 66 kg  | Alaín Milián        | Armando Oliver | Ángelo Mota Brea   | Josué Sáenz       |
| 74 kg  | Odelis Herrero      | José Escobar   | Edwin Abreu        | Felipe Macedo     |
| 84 kg  | Luis Enrique Méndez | Jean Ramírez   | José Arias Paredes | Cristian Mosquera |
| 96 kg  | Luis Fuste          | Luis Talavera  | Javier Broschini   | Luis Fernandes    |
| 120 kg | Mijaín López        | Sergio Primera | Oscar Fajardo      | Andrés Ayub       |

### W stylu wolnym
| Waga   | złoty          | srebrny                | brązowy          | brązowy         |
| ------ | -------------- | ---------------------- | ---------------- | --------------- |
| 55 kg  | Andy Moreno    | José Mauricio González | José Tomás López | Fredy Serrano   |
| 60 kg  | Yowlys Bonne   | Luis Ortíz             | Cristian Roberti | Tom Clum        |
| 66 kg  | Geandry Garzón | Edison Hurtado         | Ron Tarquino     | Ricardo Roberty |
| 74 kg  | Iván Fundora   | Richard Ramos          | Matthew Pell     | Juan Álvarez    |
| 84 kg  | Ben Askren     | Matthew White          | Roerlandy Zúñiga | Rosmel Gil      |
| 96 kg  | Michel Batista | Yordany Figueroa       | Antoine Jaoude   | Darren Burns    |
| 120 kg | Cole Konrad    | Yonsy Sánchez          | Alexis Rodríguez | Renato Cunha    |

### W stylu wolnym kobiet
| Waga  | złoty               | srebrny          | brązowy           | brązowy           |
| ----- | ------------------- | ---------------- | ----------------- | ----------------- |
| 48 kg | Mayelis Caripá      | Guadalupe Pérez  | Jennifer González | Susana dos Santos |
| 51 kg | Mirna Henríquez     | Livanis Rivera   | Reina Paulino     | Caroline Lemos    |
| 55 kg | Marcia Andrades     | Sandra Roa       | Lil Canales       | Joice da Silva    |
| 59 kg | Jackeline Rentería  | Ana González     | Verónica Lazo     | Tania Ferreira    |
| 63 kg | Juliana Borges      | Jaclin Fuentes   | Sandra Amado      | Diana Miranda     |
| 67 kg | Harimil Huerfe      | Caroline Cardoso | ----              | ----              |
| 72 kg | Rosângela Conceição | Xiomara Guevara  | Dinorah Arce      | ----              |